# Castel Rigone
Castel Rigone est une frazione de la commune de Passignano sul Trasimeno dans la province de Pérouse en  Ombrie (Italie).

## Géographie
Le hameau, qui comptait une population de 406 habitants, se situe sur les collines orientales qui délimitent le territoire du Lac Trasimène, culmine à une altitude de 653 m et est distant de 12 km de Passignano sur la route provinciale 142, direction est, montant les collines.

## Histoire
Selon la tradition, en  543, pendant la guerre des Goths, l'Ostrogoth Arrigo (ou Rigone), lieutenant de Totila, utilisa le lieu pour y établir la base stratégique chargée d'assurer le siège de Pérouse.
Vers la fin du XIIIe siècle, un château est bâti afin de protéger l'habitat, il en reste encore les murs, le donjon, trois tours et deux portes d'accès : les Porta Ponente et Porta Monterone.

## Économie et manifestations
- Tourisme et agritourisme ;
  - trekking, excursions à cheval, birdwatching.
- Festa dei Barbari et la Giostra di Arrigo (depuis 1984), première semaine d'août.

## Sites particuliers

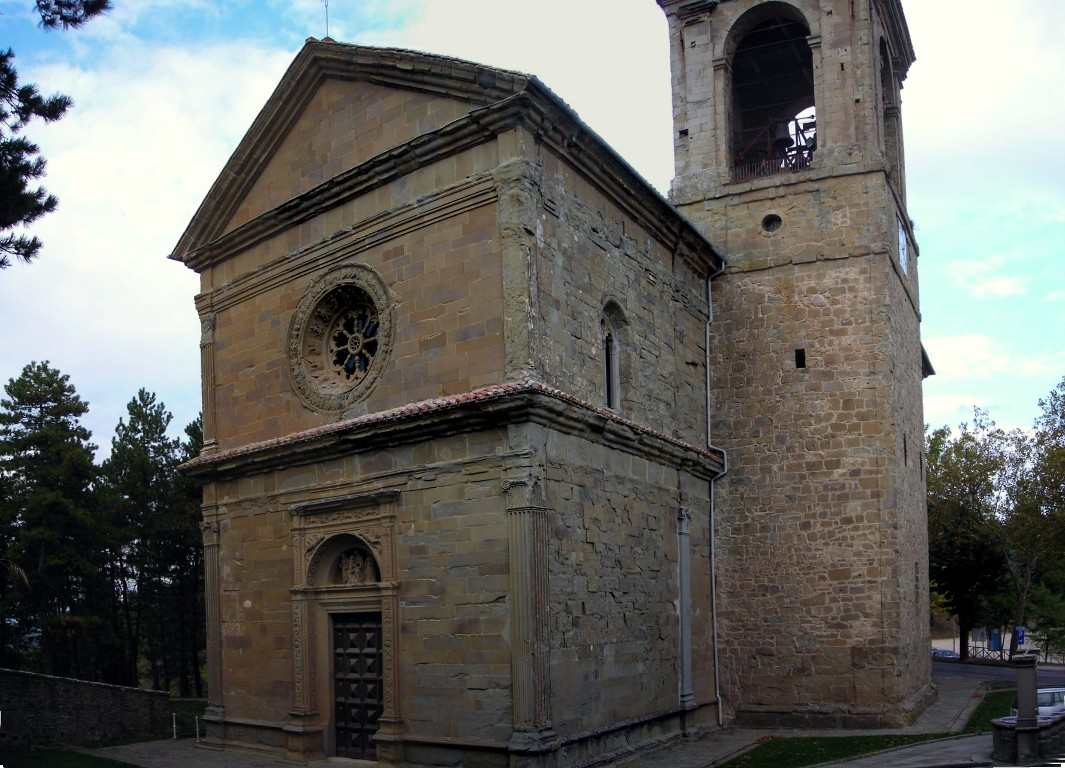
Église Madonna dei Miracoli.

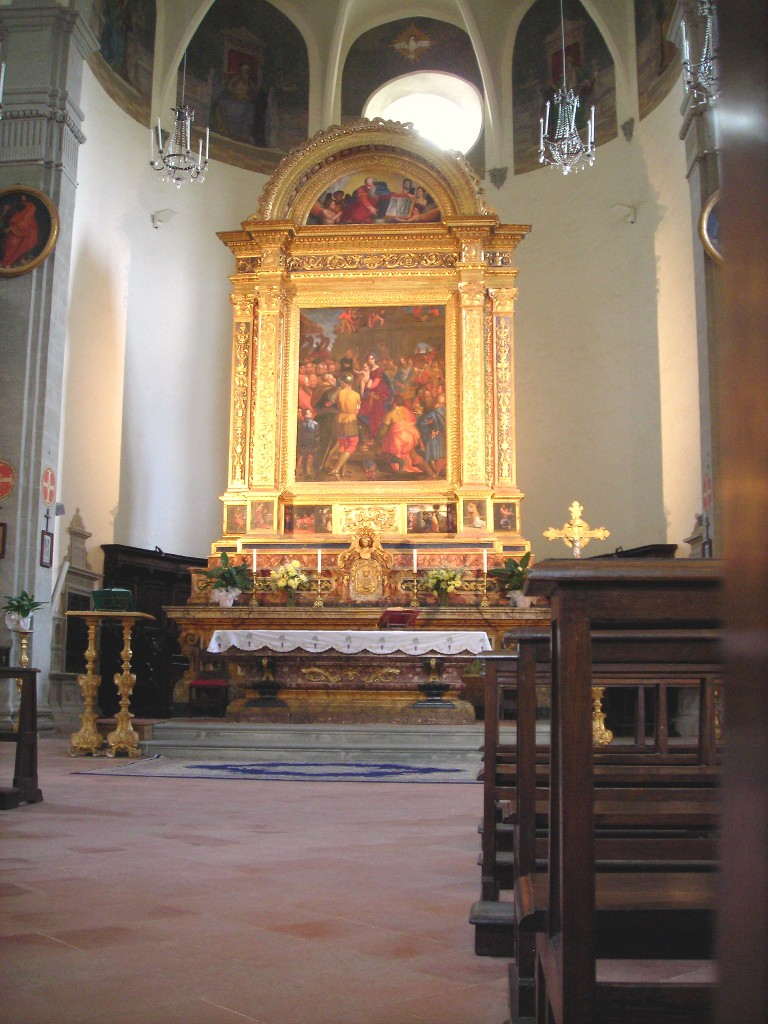
Intérieur de l'église Madonna dei Miracoli.

- Église Madonna dei Miracoli (fin XVe siècle)  construite par un élève de  Bramante, elle contient une fresque de Giovanni Battista Caporali

## Sources
- (it) Cet article est partiellement ou en totalité issu de l’article de Wikipédia en italien intitulé « Castel Rigone » (voir la liste des auteurs).